# Шейна Макконі
Шейна Макконі (англ. Shayna Nackoney, 24 квітня 1982) — канадська артистична плавчиня.
Учасниця Олімпійських Ігор 2004 року.
Призерка Чемпіонату світу з водних видів спорту 2001 року.
Призерка Панамериканських ігор 2003 року.